# Alstertal-Museum

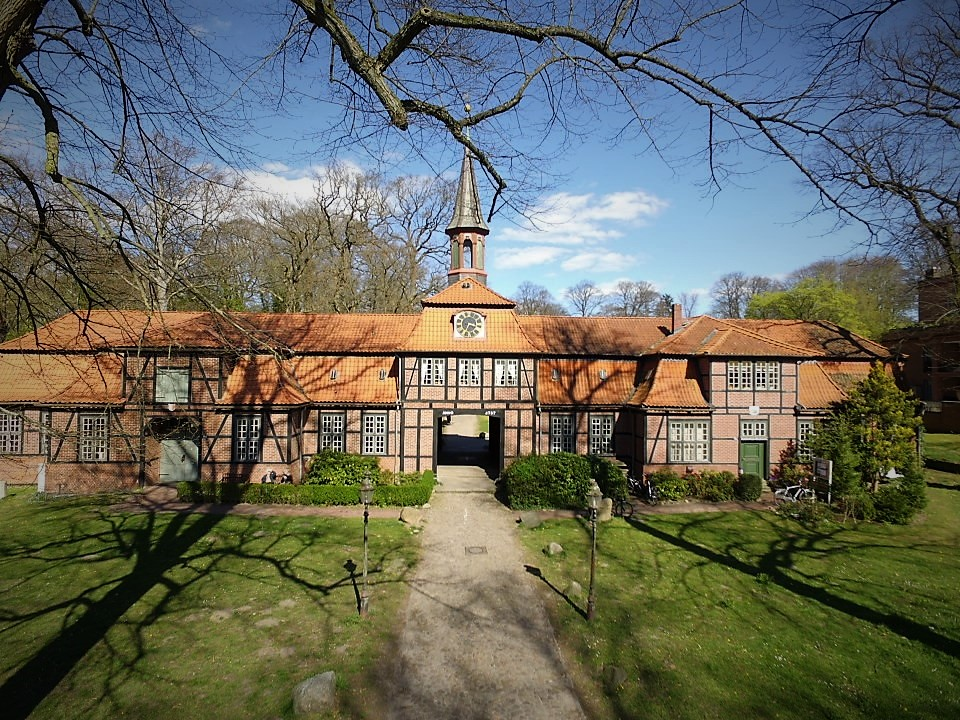
Das Torhaus Wellingsbüttel. Im rechten Flügel ist das Alstertal-Museum untergebracht.

Das Alstertal-Museum des 1900 gegründeten Alstervereins e. V. im Torhaus des Herrenhauses Wellingsbüttel wurde 1957 eröffnet.
Es zeigt eine dauernde und wechselnde Ausstellungen mit Exponaten aus dem Oberalster-Raum. Thema der Dauerausstellung ist die Geschichte Wellingsbüttels, insbesondere das Adelsgut und das alte Dorf. Ein besonderes Stück stellt die mit Ausnahmegenehmigung des dänischen Königshauses präsentierte Kopie des Lehnsbriefes des Herzogs von Schleswig-Holstein-Sonderburg-Beck aus dem Jahre 1810 für das Gut Wellingsbüttel dar.